# Água Doce do Norte
Água Doce do Norte este un oraș în statul Espírito Santo (ES) din Brazilia.